# Denilson Mason
Denilson Mason Gutiérrez (Limón, 9 de septiembre de 1998) es un futbolista costarricense que juega como centrocampista para el Santos de Guápiles.

## Trayectoria
Ha empezado en las filiares y debutado en el Santos de Guápiles, ahí ha sido toda su carrera en el futbol.
Hasta el momento no ha sido convocado a la Selección de fútbol de Costa Rica, pero sí estuvo entre la lista preliminar para el Preolímpico de Concacaf de 2020 con la Selección olímpica de fútbol de Costa Rica.

## Vida privada
Se hizo reconocido su caso de cancer testicular, y su lucha contra esta enfermedad en 2019; esta noticia salió en medios nacionales e internacionales, dejando a la luz publica un análisis y discusión sobre esta enfermedad en la afición por el fútbol en Costa Rica.